# Grzegorz Schreiber
Grzegorz Zenon Schreiber (ur. 14 lutego 1961 w Bydgoszczy) – polski polityk i nauczyciel. W latach 1991–1993, 1997–2001 i 2011–2018 poseł na Sejm I, III, VII i VIII kadencji, w latach 2006–2007 podsekretarz stanu w resortach związanych ze sportem, w latach 2016–2018 sekretarz stanu w Kancelarii Prezesa Rady Ministrów, w latach 2018–2024 marszałek województwa łódzkiego.

## Życiorys
Syn Zenona (z zawodu księgowego) i Eugenii. W 1986 ukończył studia na Wydziale Humanistycznym Wyższej Szkoły Pedagogicznej w Bydgoszczy na kierunku filologia polska. Od 1987 do 1991 pracował jako nauczyciel języka polskiego w Szkole Podstawowej w Kotomierzu. W 1991 pełnił funkcję dyrektora Szkoły Podstawowej nr 16 w Bydgoszczy.
W latach 80. wstąpił do NSZZ „Solidarność”. Należał do Stowarzyszenia Rodzin Katolickich oraz Towarzystwa Gimnastycznego Sokół. W połowie lat 90. był prezesem Klubu Sportowego Polonia Bydgoszcz.
W latach 1990–2001 był członkiem Zjednoczenia Chrześcijańsko-Narodowego. W latach 1991–1993 był posłem na Sejm I kadencji, biorąc udział w pracach pięciu komisji parlamentarnych. Był również doradcą ministra finansów. W 1993 nie znalazł się w Sejmie kolejnej kadencji. Od 1993 do 1994 był prezesem zarządu i dyrektorem generalnym w spółce Paraklet, a w latach 1994–1995 wiceprezydentem Bydgoszczy. Od 1996 pełnił funkcję pełnomocnika prezydenta Bydgoszczy ds. kontaktów z organizacjami pozarządowymi. W latach 1997–2001 ponownie sprawował mandat poselski (z listy Akcji Wyborczej Solidarność), był przewodniczącym Komisji Etyki Poselskiej. W czerwcu 2001 przeszedł do Przymierza Prawicy, a następnie do Prawa i Sprawiedliwości, pełnił funkcję sekretarza klubu parlamentarnego tej partii w Sejmie III kadencji. W 2001 nie został ponownie wybrany do parlamentu.
W latach 2002–2006 zasiadał w radzie miasta Bydgoszcz. Od 23 stycznia 2006 do 23 lipca 2007 zajmował stanowisko podsekretarza stanu w Ministerstwie Sportu, od 23 lipca 2007 do 26 listopada 2007 podsekretarza stanu w Ministerstwie Sportu i Turystyki. W 2006 został także radnym Sejmiku Województwa Kujawsko-Pomorskiego, objął w nim stanowisko wiceprzewodniczącego. Bez powodzenia ponownie startował do Sejmu w przedterminowych wyborach w 2007 z listy PiS (otrzymał 5364 głosy). W 2010 ponownie wybrano go do sejmiku.
W 2011 kandydował w wyborach parlamentarnych z 1. miejsca na liście komitetu wyborczego Prawa i Sprawiedliwości w okręgu wyborczym nr 11 w Sieradzu i uzyskał mandat poselski. Oddano na niego 17 808 głosów (5,24% głosów oddanych w okręgu). W 2015 z powodzeniem ubiegał się o poselską reelekcję (dostał 15 948 głosów). 28 września 2016 został sekretarzem stanu w KPRM.
22 listopada 2018 Sejmik Województwa Łódzkiego wybrał go na marszałka tego województwa. W związku z tym odszedł ze stanowiska sekretarza stanu w Kancelarii Prezesa Rady Ministrów. Tożsame stanowisko objął w tym samym miesiącu jego syn Łukasz Schreiber. W 2024 wybrany na radnego Sejmiku Województwa Łódzkiego. W tym samym roku bezskutecznie kandydował w wyborach europejskich. W czerwcu 2024 zakończył pełnienie funkcji marszałka województwa.

## Odznaczenia
- Krzyż Kawalerski Orderu Odrodzenia Polski (2022)[10][11]

## Życie prywatne
Był żonaty z Wiolettą Schreiber, która w okresie rządów AWS-UW była dyrektorem gabinetu wojewody kujawsko-pomorskiego, a później dyrektorem kancelarii prezydenta Bydgoszczy. Małżeństwo zakończone zostało rozwodem. Ojciec Łukasza Schreibera.

## Wyniki w wyborach ogólnopolskich
| Wybory | Komitet wyborczy                | Komitet wyborczy                      | Organ             | Okręg          | Wynik          |
| ------ | ------------------------------- | ------------------------------------- | ----------------- | -------------- | -------------- |
| 1991   |                                 | Wyborcza Akcja Katolicka              | Sejm I kadencji   | nr 17          | 5798 (1,73%)   |
| 1993   |                                 | Katolicki Komitet Wyborczy „Ojczyzna” | Sejm II kadencji  | nr 6           | 9833 (2,29%)   |
| 1997   |                                 | Akcja Wyborcza Solidarność            | Sejm III kadencji | nr 6           | 11 786 (3,11%) |
| 2001   |                                 | Prawo i Sprawiedliwość                | Sejm IV kadencji  | nr 4           | 6508 (1,89%)   |
| 2007   | Sejm VI kadencji                | Prawo i Sprawiedliwość                | 5364 (1,28%)      | nr 4           |                |
| 2011   | Sejm VII kadencji               | Prawo i Sprawiedliwość                | nr 11             | 17 808 (5,24%) |                |
| 2015   | Sejm VIII kadencji              | Prawo i Sprawiedliwość                | nr 11             | 15 948 (4,31%) |                |
| 2024   | Parlament Europejski X kadencji | Prawo i Sprawiedliwość                | nr 6              | 7223 (0,95%)   |                |